# Mohamed Youssef (arbitre)
Pour les articles homonymes, voir Youssef.
Mohamed Youssef est un ancien arbitre soudanais de football des années 1950.

## Carrière
Il a officié dans une compétition majeure :
- CAN 1957 (finale)